# أندرياس إسترادا
أندرياس إسترادا (بالإسبانية: Andrés Estrada)‏ (مواليد 12 نوفمبر 1967) هو لاعب كرة قدم. يلعب مع منتخب كولومبيا لكرة القدم. سبق له أن لعب في كأس العالم لكرة القدم مع منتخب بلاده.

## روابط خارجية
- أندرياس إسترادا على موقع الاتحاد الدولي (مؤرشف)  (الإنجليزية)
- أندرياس إسترادا على موقع قاعدة بيانات كرة القدم.إي يو (الإنجليزية)
- أندرياس إسترادا على موقع ناشيونال فوتبول تيمز (الإنجليزية)
- أندرياس إسترادا على موقع عالم كرة القدم.نت (الإنجليزية)